# 1062-й центр матеріально-технічного забезпечення (РФ)
1062-й ордена Червоної Зірки Центр матеріально-технічного забезпечення (1062 ЦМТО, в/ч 58661) — військове з'єднання Збройних сил РФ, що об'єднує підрозділи матеріально-технічного забезпечення Сухопутних військ, Військово-Морського Флоту та Повітряно-космічних сил, розташованих на території Центрального військового округу.

## Історія
Центр було створено 1 вересня 2012 року. Формування відбувалось на основі директиви Міністерства оборони Російської Федерації від 28 травня 2012 р. № Д-037.
До складу центру ввійшли арсенали ГРАУ, склади та бази служби тилу та служби пального. Так структурними підрозділами центру стали колишні 2-й, 16-й, 22-й, 70-й, 80-й, 89-й, 94-й, 98-й, 109-й, 111-й арсенали ГРАУ.
Згідно вказівок Генерального штабу Збройних Сил Російської Федерації від 16 липня 2012 року №314/6/3187 військова частина 81272 з 1 вересня 2012 року переформована в базу (технічну, озброєння та боєприпасів Військово-Морського Флоту, 1 розряду) без зміни місця дислокації.
Відокремлений відділ зберігання 306 Інженерної бази військового округу (1 розряду) (військова частина 67667-2) без зміни пункту дислокації переформована у відділ зберігання (інженерного озброєння та техніки відокремлений) (військова частина 58661-26) 1062 ордена Червоної зірки Центру матеріально-технічного забезпечення з переходом на новий штат.
з 15 березня 2013 року — 32-й арсенал став називатись Склад (авіаційного озброєння і засобів ураження, ВПС, округу, 1 розряду) військової частини 58661. Коротко — військова частина 58661-104.
26 грудня 2013 року на територію складських приміщень в/ч 58661-57, що розташована впритул до аеродрому Іркутськ-2, при заході на посадку впав літак Ан-12Б Іркутського авіаційного заводу. На борту знаходилось 9 осіб, всі загинули.
За час свого існування в логістичних терміналах Центра відвантажено більше ніж 80 тисяч одиниць рухомого складу, на арсеналах і складах ЦМТО проведено обслуговування більше 200 тисяч одиниць озброєння, відремонтовано понад 800 одиниць техніки.
ЦМТО забезпечує доставку вантажів в Арктику згідно плану північного завозу.
10 вересня 2014 року на території в/ч 58661-102 при утилізації боєприпасів цивільними працівниками відбувся вибух, внаслідок якого 1 людина загинула та 1 постраждала.
З 2014 року по 2015 рік начальник відділу Центру Костянтин Нєсмєянов зі складу військової частини викрав та в подальшому продав комерційній структурі військове майно на суму більш ніж 11 мільйонів рублів.
В 2016 році під керівництвом Головного управління МНС Росії по Омській області проводились змагання по пожежному біатлону. За результатами змагань в категорії "Трьохвісні пожежні автомобілі" команда арсеналу із Омська зайняла друге місце.
В 2016 та 2017 роках під керівництвом головнокомандувача Військово-Морського Флоту Росії проводився конкурс на звання найкращого розрахунку корабельної підривної команди, за результатами якого команда бази ВМФ, що розташована в м. Канськ Красноярського краю, визнанавалась найкращою на флоті 2 роки поспіль.
За результатами окружного конкурсу на найкращу військову частину по організації охорони з застосуванням караульних собак в червні 2017 року база технічного майна (Казань) зайняла перше місце.
Протягом 2017 року на склади надійшло 10 тисяч нових зразків автомобільної техніки.

## Структура
- управління центру, в/ч 58661, м. Єкатеринбург, Свердловська область, вул. Маневрова, 29;
- склад (по зберіганню матеріальних та технічних засобів продовольчої служби), в/ч 58661-Б (-2) (раніше в/ч 96133-8), в/м №19, м. Самара, Самарська область, вул. Товарна, 23;
- склад (по зберіганню матеріальних та технічних засобів продовольчої служби), в/ч 58661-В (-3) (раніше в/ч 96133-17), в/м 57, м. Самара, Самарська область, вул. Пятигорська, 15;
- відділ зберігання (технічних засобів виховання, відокремлений), в/ч 58661-Г (-4), м. Самара, Самарська область;
- склад (по зберіганню матеріальних та технічних засобів дорожньої служби), в/ч 58661-Д (-5) (раніше в/ч 96133-1), с. Ігра, Ігринський район, Республіка Удмуртія, вул. Гоголя, 56;
- склад (по зберіганню матеріальних та технічних засобів продовольчої служби), в/ч 58661-Е (-6), в/м №35, с. Бєрьозовка, Високогорський район, Республіка Татарстан;
- склад (по зберіганню автобронетанкового майна, 1 розряду), в/ч 58661-Ж (-7) (раніше в/ч 42787), м. Сизрань-11;
- відділ зберігання (топографічних карт, відокремлений), в/ч 58661-И (-8), м. Сизрань, Самарська область, вул. Гідротурбінна;
- склад (по зберіганню матеріальних та технічних засобів зв'язку), в/ч 58661-К (-9), с. Шевирялово, м. Сарапул, Республіка Удмуртія;
- відділ зберігання (засобів зв'язку, відокремлений), в/ч 58661-Л (-10), в/м №16, м. Омськ, Омська область;
- відділ зберігання (засобів зв'язку, відокремлений), в/ч 58661-М (-11) (раніше в/ч 67707), в/м №10, м. Соль-Ілецьк, Оренбурзька область, вул. Перемоги, 5;
- відділ зберігання (засобів зв'язку, відокремлений), в/ч 58661-Н (-12), м. Араміль, Сисертський район, Свердловська область;
- склад засобів зв'язку, в/ч 58661-13, с. Рощинське, Самарська область;
- склад (топографічних карт), в/ч 58661-Р (-14), в/м №1, м. Котельнич, Кіровська область;
- склад (автобронетанкового майна), в/ч 58661-15 (раніше в/ч 75053), в/м №16 м. Пенза-32, с. Монтажне;
- склад (по зберіганню матеріальних та технічних засобів служби пального), в/ч 58661-Т (-16), с. Білий Ключ,  м. Ульяновськ;
- в/ч 58661-17, м. Єкатеринбург;
- склад (по зберіганню матеріальних та технічних засобів продовольчої служби), в/ч 58661-18, м. Єкатеринбург, вул. Маневрова, 36;
- в/ч 58661-Ф (-19) (раніше в/ч 96133-19), м. Єкатеринбург;
- склад (по зберіганню матеріальних та технічних засобів служби пального), в/ч 58661-Ц (-20) (раніше в/ч 96133-5), м. Єкатеринбург, с. Кольцово[5];
- склад (по зберіганню матеріальних та технічних засобів продовольчої служби), в/ч 58661-Ч (-21) (раніше в/ч 96133-14), м. Богданович, Свердловська область;
- відділ зберігання (матеріальних та технічних засобів продовольчої служби) в/ч 58661-Ш(-22), в/м №17, м. Чебаркуль, Челябінська область;
- склад (по зберіганню матеріальних та технічних засобів служби пального), в/ч 58661-Щ (-23) (раніше в/ч 96133-6), в/м №9, с. Бішкіль, Чебаркульський район, Челябінська область;
- склад засобів інженерного озброєння та майна, в/ч 58661-24, м. Єкатеринбург, вул. Маневрова, 32;
- склад засобів інженерного озброєння та майна, в/ч 58661-25 (в/ч 52759), с. Лосине, Березовський район, Свердловська область;
- відділ зберігання (інженерного озброєння і техніки, відокремлений), в/ч 58661-АВ (-26) (в/ч 67667-2), в/м №8, с. Карлівка, Ачинський район, Красноярський край;
- управління (база комплексного зберігання), в/ч 58661-АГ (-27)  (раніше в/ч 96133-24), м. Новосибірськ, вул. Більшовицька;
- склад (по зберіганню матеріальних та технічних засобів служби пального), в/ч 58661-АД (-28) (раніше в/ч 96137-2), в/м 132, с. Мошково, Новосибірська область, вул. Західна, 5;
- склад (по зберіганню матеріальних та технічних засобів продовольчої служби), в/ч 58661-АЕ(-29) (раніше 2862 військово-продовольча база), м. Новосибірськ, вул. Ґрунтова, 4;
- відділ зберігання (матеріальних та технічних засобів продовольчої служби) в/ч 58661-АЖ(-30) (раніше в/ч 96133-22, колишня в/ч 96137-2), в/м №142, с. Мошково, Новосибірська область, вул. Західна, 32;
- відділ зберігання (матеріальних та технічних засобів служби пального, відокремлений), в/ч 58661-АИ (-31) (в/ч 71404), в/м №4, с. Камарчага, Манський район, Красноярський край;
- склад (по зберіганню автобронетанкового майна), в/ч 58661-АК (-32) (раніше в/ч 83225), в/м №132, с. Мошково, Новосибірська область, вул. Західна, 23;
- відділ зберігання топографічних карт (відокремлений), в/ч 58661-АЛ (-33), в/м №154, с. Мошково, Новосибірська область, вул. Західна, 34;
- відділ зберігання (технічних засобів виховання), в/ч 58661-АМ (-34), м. Новосибірськ, вул. Більшовицька, 173;
- склад (по зберіганню автобронетанкового майна), в/ч 58661-АН (-35) (раніше в/ч 96509), в/м №94, ст. Крахаль, Баришовська сільсіка рада, Новосибірський район, Новосибірська область;
- відділ зберігання (автобронетанкового майна, відокремлений), в/ч 58661-АП (-36) (раніше в/ч 86702 або в/ч 63781), м. Новосибірськ, вул. Овчукова, 3;
- база (комплексного зберігання), в/ч 58661-37, м. Іркутськ[6];
- склад (по зберіганню матеріальних та технічних засобів служби пального), в/ч 58661-АС (-38) (в/ч 96133-28, в/ч 96137-5, раніше в/ч 74087), в/м №40, ст. Батарейна, м. Іркутськ;
- склад (по зберіганню матеріальних та технічних засобів продовольчої служби), в/ч 58661-АТ (-39) (в/ч 96133-29, раніше в/ч 96137-16), в/м №5, м. Іркутськ, вул. Тухачевського, 5;
- склад (по зберіганню матеріальних та технічних засобів речової служби), в/ч 58661-АУ (-40) (в/ч 96133-30, в/ч 96137-23, раніше в/ч 74099), в/м №6, м. Іркутськ, вул. Тухачевського, 6;
- склад зберігання майна, в/ч 58661-АФ (-41), в/м №7, м. Іркутськ, вул. Рози Люксембург;
- відділ зберігання топографічних карт (відокремлений), в/ч 58661-АХ (-42), в/м №4, ст. Горка, м. Іркутськ, Іркутська область;
- склад по зберіганню матеріальних та технічних засобів служби пального, в/ч 58661-44 (раніше в/ч 96133-7), в/м №201, 201 роз'їзд, с. Нижньосакмарське, Оренбурзька область;
- склад (по зберіганню матеріальних та технічних засобів продовольчої служби), в/ч 58661-45 (раніше в/ч в/ч 96133-20), в/м №75, м. Оренбург, Оренбурзька область, вул. Братів Башилових, 2а;
- склад (по зберіганню матеріальних та технічних засобів речової служби), в/ч 58661-АШ (-46) (раніше в/ч 96133-10), м. Оренбург, вул. Радянська, 142;
- відділ зберігання (матеріальних та технічних засобів продовольчої служби, відокремлений), в/ч 58661-АЩ, Оренбурзька область;
- база комплексного зберігання ракет та боєприпасів, в/ч 58661-47;
- 70-й арсенал (комплексного зберігання ракет, боєприпасів і вибухових матеріалів), в/ч 58661-ББ (-48) (раніше в/ч 92922), с. Кедровка, Бєрьозовський район, Свердловська область 70-й арсенал ГРАУ (склад боеприпасов в/ч 58661-48)
- склад (зберігання ракет і артилерійських боєприпасів) бази (комплексного зберігання озброєння ракет та боєприпасів), в/ч 58661-БВ (-49) (раніше в/ч 74008), м. Ачинськ-13 (с. Кам'янка), Красноярський край;
- арсенал (комплексного зберігання ракет, боєприпасів і вибухових матеріалів 2 розряду), в/ч 58661-БГ (-50) (раніше в/ч 75226), в/м №1, с. Услон, Зімінський район, Іркутської області;
- арсенал (комплексного зберігання ракет, боєприпасів та вибухових матеріалів, 2 розряду), в/ч 58661-БД (-51) (раніше в/ч 23455), с. Базарний Сизган-1, c. Патрікєєво, Ульяновська область;
- відділ зберігання (вогнеметно-запальних засобів, відокремлений) бази (комплексного зберігання ракет і боєприпасів), в/ч 58661-52, Саратовська область;
- арсенал (зберігання ракетного і артилерійського озброєння), в/ч 58661-БИ (-54) (раніше в/ч 86791), с. Гагарський, Білоярський район, Свердловська область;
- склад (зберігання автобронетанкового майна), в/ч 58661-БК (раніше -55), с. Гагарський, Білоярський район, Свердловської області;
- арсенал (зберігання ракетного і артилерійського озброєння), в/ч 58661-БЛ (-56) (раніше в/ч 63779), м. Омськ, Містечко 17-те військове;
- арсенал (зберігання ракетного і артилерійського озброєння), в/ч 58661-БМ (-57) (раніше в/ч 63792), в/м №2, ст. Батарейна, м. Іркутськ-37, вул. Центральна, 1;
- арсенал (зберігання ракетного і артилерійського озброєння 1 розряду),  в/ч 58661-БН (раніше в/ч 58661-58), с. Планове, Щучанський район, Курганська область;
- база комплексного зберігання, в/ч 58661-БП (-58) (раніше в/ч 13849), м. Омськ, вул. 3-тя Молодіжна, 1;
- база зберігання та ремонту автомобільної та електрогазової техніки бази комплексного зберігання, в/ч 58661-БР (-60) (раніше в/ч 73564), м. Рубцовськ, Алтайський край;
- склад (зберігання авіаційно-технічного майна), в/ч 58661-БС (-61) (раніше в/ч 13826), м. Сизрань-10, Самарська область, вул. Єрамасова;
- склад (ракетного палива), в/ч 58661-БТ (-62) (раніше в/ч 26137), смт. Суслонгер, Звениговський район, Республіка Марій Ел;
- в/ч 58661-63, с. Мошково, Новосибірська область;
- відділ зберігання ракетного палива (відокремлений), в/ч 58661-64, с. Мошково, Новосибірська область;
- ремонтна майстерня служби ПММ, в/ч 58661-65, м. Єкатеринбург;
- ремонтна майстерня (служби пального і мастильних матеріалів), в/ч 58661-БЦ (-66), с. Білий Ключ, м. Ульяновськ;
- ? ПММ (відокремлений), в/ч 58661-БЧ (-67) (раніше в/ч 96559), м. Омськ, вул. 111 Будмайданчик;
- відділ контролю (якості ПММ), в/ч 58661-69 (раніше в/ч 96133-2), м. Кінель, Самарська область, вул. Заводська, 2;
- відділ контролю (якості ПММ), в/ч 58661-ВА (-70), с. Мошково, Новосибірська область, вул. Західна, 5;
- майстерня навчального обладнання, в/ч 58661-71, с. Баранівка, Чебаркульський район, Челябінська область, вул. Цвілінга, 5/15;
- база (технічного майна ВМФ), в/ч 58661-72, м. Казань, вул. Гвардійська, 53;
- база (? ВМФ), в/ч 58661-73 (раніше в/ч 20421), м. Єкатеринбург, вул. Сибірський тракт, 9 км;
- база (технічного озброєння та боєприпасів ВМФ), в/ч 58661-ВЕ (-75) (раніше в/ч 78309), м. Канськ, Красноярський край, вул. Герцена, 9;
- база (технічного озброєння та боєприпасів ВМФ, 1 розряду), в/ч 58661-77 (раніше в/ч 53140), с. Пашино, Новосибірська область, вул. Флотська, 1;
- база (технічна ракет та боєприпасів ВМФ, 1 розряду) в/ч 58661-ВК (-78) (раніше в/ч 31353), с. Сурок, Мєдвєдівський район, Республіка Марій Ел;
- склад (ліквідації, 1 розряду) ВМФ, в/ч 58661-ВЛ (-79) (раніше в/ч 34236, в/ч 81262, Центр ліквідації в/ч 31353), в/м №26, м. Ульянівськ, вул. Балтійська, 1;
- база комплексного зберігання, в/ч 58661-80, м. Самара;
- склад зберігання, в/ч 58661-81, (раніше в/ч 01575), м. Сердобськ, Пензенська область;
- в/ч 58661-83 (раніше в/ч 86297), м. Алатир, Чуваська Республіка, вул. Богдана Хмельницького, 45;
- склад зберігання (ракет та артилерійських боєприпасів, 1 розряду), в/ч 58661-84 (раніше в/ч 62059), в/м №11, с. Сердовіно, м. Сизрань, Самарська область;
- склад зберігання артилерійських боєприпасів 1 розряду, в/ч 58661-ВС (-85) (раніше 55448), в/м №1, смт. Глотовка, Інзенський район, Ульяновська область;
- склад зберігання (ракетного та артилерійського озброєння, військового округу, 1 розряду), в/ч 58661-86, в/м №1, м. Саранськ, Республіка Мордовія;
- арсенал (комплексного зберігання ракет, боєприпасів і вибухових матеріалів, 2 розряду), в/ч 58661-ВФ (-88) (раніше в/ч 63662), м. Кунгур-4, Пермський край, вул. Кірова;
- склад (зберігання артилерійських боєприпасів), в/ч 58661-89 (раніше в/ч 74006), с. Скрябіно Колишлєйський район, Пензенська область;
- склад (зберігання ракет та артилерійських боєприпасів військового округу, 1 розряду), в/ч 58661-90 (раніше в/ч 83368), с. Сазаньє, Сердобський район, Пензенська область;
- склад зберігання артилерійських боєприпасів, в/ч 58661-91 (раніше в/ч 63196), в/м №50, м. Перм;
- склад зберігання (ракет та артилерійських боєприпасів), в/ч 58661-93 (раніше в/ч 61221), с. Богандінське, Тюменський район, Тюменська область;
- склад зберігання (ракетного та артилерійського озброєння, військового округу), в/ч 58661-ГА (-94) (раніше в/ч 63183), в/м №118, м. Реж, Свердловська область;
- склад (зберігання артилерійських боєприпасів, 1 розряду), в/ч 58661-ГБ (-95) (раніше в/ч 86775), ст. Безменово, Черепанівський район, Новосибірська область;
- склад, в/ч 58661-96 (раніше в/ч 75238), с. Магістральне, Казачино-Ленський район, Іркутська область;
- склад (інженерних боєприпасів військового округу, 1 розряду), в/ч 58661-98 (раніше в/ч 74881), с. Поспєліха, Алтайський край;
- (авіаційного озброєння) в/ч 58661-99 (раніше в/ч 21221), м. Белебей, Республіка Башкортостан;
- склад інженерних боєприпасів, в/ч 58661-100 (раніше в/ч 41155), Тоцьке-2, Оренбурзька область;
- склад постачання та зберігання, в/ч 58661-101 (раніше в/ч 30992 або 28114), м. Нижні Серги-3, Солдатка, Свердловська область;
- арсенал (ракетного та артилерійського озброєння, 2 розряду), в/ч 58661-ГК (-102) (раніше в/ч 96493), в/м №1, м. Карабаш, Челябінська область;
- склад (зберігання артилерійських боєприпасів, військового округу, 1 розряду) в/ч 58661-103 (раніше в/ч ), в/м №162, с. Кубова, с. Пашино, Новосибірський район, Новосибірська область;
- склад (авіаційного озброєння), в/ч 58661-ГМ (-104) (раніше в/ч 21223), с. Нижній Інгаш, Красноярський край;
- відділ зберігання (стрілецької зброї та засобів ближнього бою, відокремлений), в/ч 58661-ГН (-105), смт. Мирний, Орічівський район, Кіровська область.

Розформовано:
- 2014 рік: склад зберігання (ракет та артилерійських боєприпасів, військового округу, 1 розряду), в/ч 58661-87 (раніше в/ч 67708), смт. Краснооктябирське, Мєдвєдівський район, Республіка Марій Ел;
- склад (зберігання артилерійських боєприпасів, 1 розряду), в/ч 58661-92 (раніше в/ч 47156), «Княжево-1», Тюменський район, Тюменська область;
- в/ч 58661-97 (в/ч 63185), с. Зарічне, Козульський район, Красноярського краю;
- 2018 рік: склад зберігання (ракетного та артилерійського озброєння), в/ч 58661-82, (раніше в/ч 11642), с. Іковка, Кетовський район, Курганська область;[7]
- 2020 рік: база (зберігання ракет та боєприпасів морської авіації ВМФ), в/ч 58661-ВД (-74) (раніше в/ч 40035), в/м №1, с. Мочілкі, Тереньгульський район, Ульяновська область[8];

## Символіка
До Дня частини та 5-ї річниці створення центру наказом командуючого військами Центрольного ВО затверджена мала емблема центру. Це срібний знак "Європа-Азія" на фоні золотих Уральських гір. Зображення обрамляють перехрещені срібні клинки європейської та азійської холодної зброї в контурній п'ятикутній фотеці на срібній шестерні (символ технічної діяльності) і діагонально перехрещених алебард (історичний знак ротних каптернармусів).

## Командування
- полковник Михайло Дьомін[9]